# Agriades lamasem
Agriades lamasem är en fjärilsart som beskrevs av Charles Oberthür 1910. Agriades lamasem ingår i släktet Agriades och familjen juvelvingar. Inga underarter finns listade i Catalogue of Life.